# Alois Emanuel Biedermann

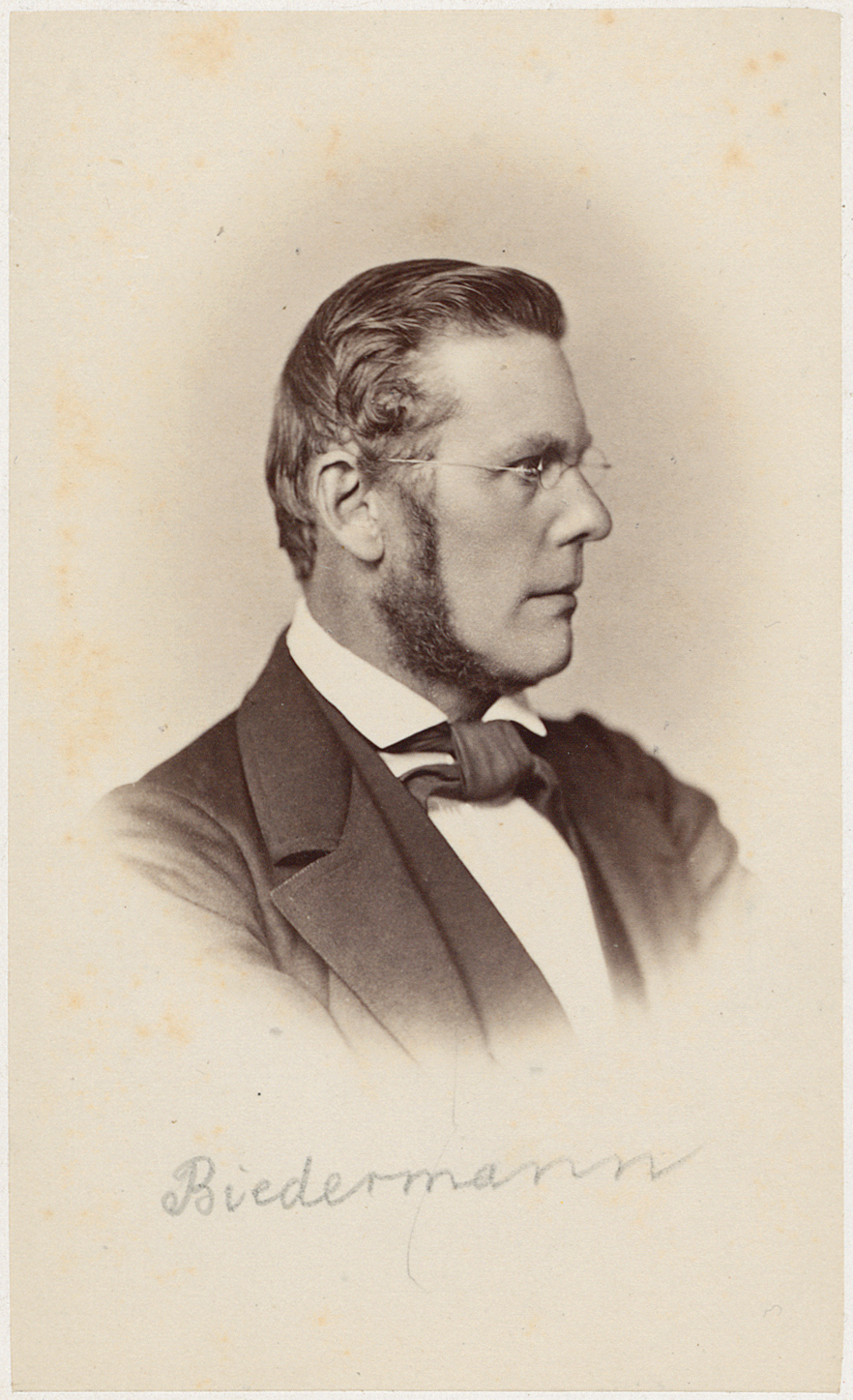
Alois Emanuel Biedermann

Alois Emanuel Biedermann (* 2. März 1819 in Bendlikon (Gemeinde Kilchberg); † 25. Januar 1885 in Zürich) war ein reformierter Theologe aus der Schweiz.

## Biografie
Biedermann war der Sohn des Zürcher Stadtrats Emanuel Biedermann und dessen Ehefrau Verena Kern. Der Bankier Jacques Biedermann und der Maler Johann Jakob Biedermann waren mit ihm verwandt. In den Jahren 1826 bis 1830 war Biedermann Schüler der Kantonsschule Trogen. 1831 wurde Biedermanns Vater nach Winterthur versetzt und liess sich dort auch mit seiner Familie nieder. Nachdem Biedermann die Stadtschule absolviert hatte, wechselte er 1834 an das Pädagogium nach Basel.
1837 begann Biedermann das Studium der Evangelischen Theologie an der Universität Basel. In diesem Jahr befreundete er sich mit Jacob Burckhardt und versuchte sich als Lyriker. Er war u. a. Schüler von Wilhelm Wackernagel, Friedrich Fischer und Wilhelm Martin Leberecht de Wette. Als Schriftsteller liess er sich eher durch David Friedrich Strauß inspirieren. 1839 wechselte Biedermann für zwei Jahre an die Universität nach Berlin zu Wilhelm Vatke. Durch intensives Studium der Werke von Georg Wilhelm Friedrich Hegel und Friedrich Daniel Ernst Schleiermacher fand Biedermann in Berlin zu einem eigenen theologischen Standpunkt.
Nach einem hervorragenden Studienabschluss wurde Biedermann 1842 in Basel zum Pfarrer ordiniert. Er versuchte an der
Universität Tübingen zu promovieren, was jedoch durch den dort vorherrschenden Antihegelianismus verhindert wurde. 1843 wurde er in Münchenstein bei Basel zum Pfarrer gewählt. 1850 berief man ihn als ausserordentlichen Professor an die theologische Fakultät der Universität Zürich. 1861 wurde er dort mit der Ehrendoktorwürde ausgezeichnet und 1864 schliesslich zum ordentlichen Professor der Theologie befördert.
In Zürich verfasste Biedermann zahlreiche Aufsätze für die beiden liberalen schweizerischen Theologiezeitschriften Die Kirche der Gegenwart (1845–50) und Zeitstimmen (1859–1871). Für erstere zeichnete er auch zusammen mit David Fries als Herausgeber verantwortlich. Neben mehreren theologischen Veröffentlichungen wurde er mit seinem Hauptwerk Christliche Dogmatik über die Grenzen der Schweiz bekannt. Biedermann stellte geschichtlichen Glauben und Logik in einer gleichberechtigten Weise gegenüber. Er teilte Hegels Standpunkt, führte ihn aber weit über alle konservativen Tendenzen hinaus und betrat damit eine neue, spekulative Richtung innerhalb der reformierten Theologie des 19. Jahrhunderts. Er verband die Gedanken von Hegel und Strauß zu einem stark rational geprägten Christentum. Zu Biedermanns bedeutenden Schülern darf der Greifswalder Philosoph Johannes Rehmke gezählt werden.
Biedermann war regelmässiger Teilnehmer der Mittwochsgesellschaft von Alfred Escher und engagiertes Mitglied des Schweizerischen Zofingervereins. Ab 1871 war er als liberal-konservativer Kantonsrat tätig. Er starb im Alter von nahezu 66 Jahren.
Er fand seine letzte Ruhestätte auf dem Zürcher Friedhof Sihlfeld.

## Werke
- Christliche Dogmatik. Orell & Füssli, Zürich, 1869, Berlin 1884. (Digitalisat)
- Die freie Theologie oder Philosophie und Christentum in Streit und Frieden. Fues, Tübingen 1844. (Digitalisat)
- Heinrich Lang. Schmidt, Zürich 1876. (Digitalisat)
- Leitfaden für den Religionsunterricht an höheren Gymnasien. Orell & Füssli, Zürich 1859.